# Morris (Illinois)
Morris és una població dels Estats Units a l'estat d'Illinois. Segons el cens del 2000 tenia 11.928 habitants.

## Demografia
Segons el cens del 2000, Morris tenia 11.928 habitants, 4.831 habitatges, i 3.067 famílies. La densitat de població era de 669,4 habitants/km².
Dels 4.831 habitatges en un 31,7% hi vivien nens de menys de 18 anys, en un 50,8% hi vivien parelles casades, en un 9,3% dones solteres, i en un 36,5% no eren unitats familiars. En el 31% dels habitatges hi vivien persones soles el 13,2% de les quals corresponia a persones de 65 anys o més que vivien soles. El nombre mitjà de persones vivint en cada habitatge era de 2,4 i el nombre mitjà de persones que vivien en cada família era de 3,03.
Per edats la població es repartia de la següent manera: un 25% tenia menys de 18 anys, un 8,7% entre 18 i 24, un 29,6% entre 25 i 44, un 20,4% de 45 a 60 i un 16,3% 65 anys o més.
L'edat mediana era de 37 anys. Per cada 100 dones de 18 o més anys hi havia 93 homes.
La renda mediana per habitatge era de 44.739 $ i la renda mediana per família de 54.987 $. Els homes tenien una renda mediana de 44.071 $ mentre que les dones 25.206 $. La renda per capita de la població era de 22.256 $. Aproximadament el 5% de les famílies i el 6,6% de la població estaven per davall del llindar de pobresa.

## Poblacions més properes
El següent diagrama mostra les poblacions més properes.